# Waddy Wachtel
Robert Wachtel (New York, 24 maggio 1947) è un compositore, produttore discografico e chitarrista statunitense. La sua passione per la musica e la facilità di adeguamento a diversi generi sonori, hanno reso Wachtel uno dei turnisti più richiesti della sua generazione, nonché uno tra i più proficui, portandolo a lavorare in studio o in tour con musicisti rock di alto profilo come Keith Richards, James Taylor, Stevie Nicks, Warren Zevon e Jackson Browne.

## Biografia

### Primi anni
Wachtel nasce il 24 maggio 1947 a New York City, nel Queens. All'età di circa 9-10 anni, Wachtel comincia a studiare chitarra, prendendo lezioni da Gene Dell (che lo costrinse a suonare con la destra nonostante fosse mancino) fino all'età di 14 anni. Questa è l'età in cui, come dice egli stesso, in cui cominciò a scrivere canzoni. Diventò abile nel suonare tutti gli stili di chitarra, compresa la musica popolare, scoprì di avere un talento particolare, non solo nel leggere la musica, ma anche l'abilità che gli ha permesso in larga parte di avere "orecchio per la musica".
Wachtel da molto credito per la sua formazione iniziale alla chitarra a Rudolph Schramm, che fu il capo dello staff dell'orchestra della NBC e continuò a insegnare musica alla Carnegie Hall. Schramm provò a convincere Wachtel a prendere lezioni di pianoforte, ma Wachtel era intenzionato a suonare la chitarra così Schramm accettò di impartirgli lezioni tre volte alla settimana sulla ritmica, la melodia e l'armonia.
Dopo aver suonato con band locali dell'area di New York, Wachtel fondò la sua band, The Orphans, che suono in Connecticut e in New Hampshire. Col tempo, Waddy e la sua band dell'epoca furono ingaggiati regolarmente in una serie di bar, suovano a Newport, Rhode Island, qui studiò con impegno per un anno, prendendo lezioni da Sal Salvador, che, secondo Waddy, gli insegnò di più su improvvisazione e assoli di quello che aveva imparato altrove. Quando i The Orphans si sciolsero, formò un'altra band, i Twice Nicely. Seguendo il consiglio di Bud Cowsill (dei The Cowsills), portò i Twice Nicely a Los Angeles nel 1968 dove registrarono un paio di demo, ma dopo due anni, Wachtel decise di lavorare come turnista e fu quindi persuaso a suonare con i The Cowsills e a produrre i loro album.

## Film

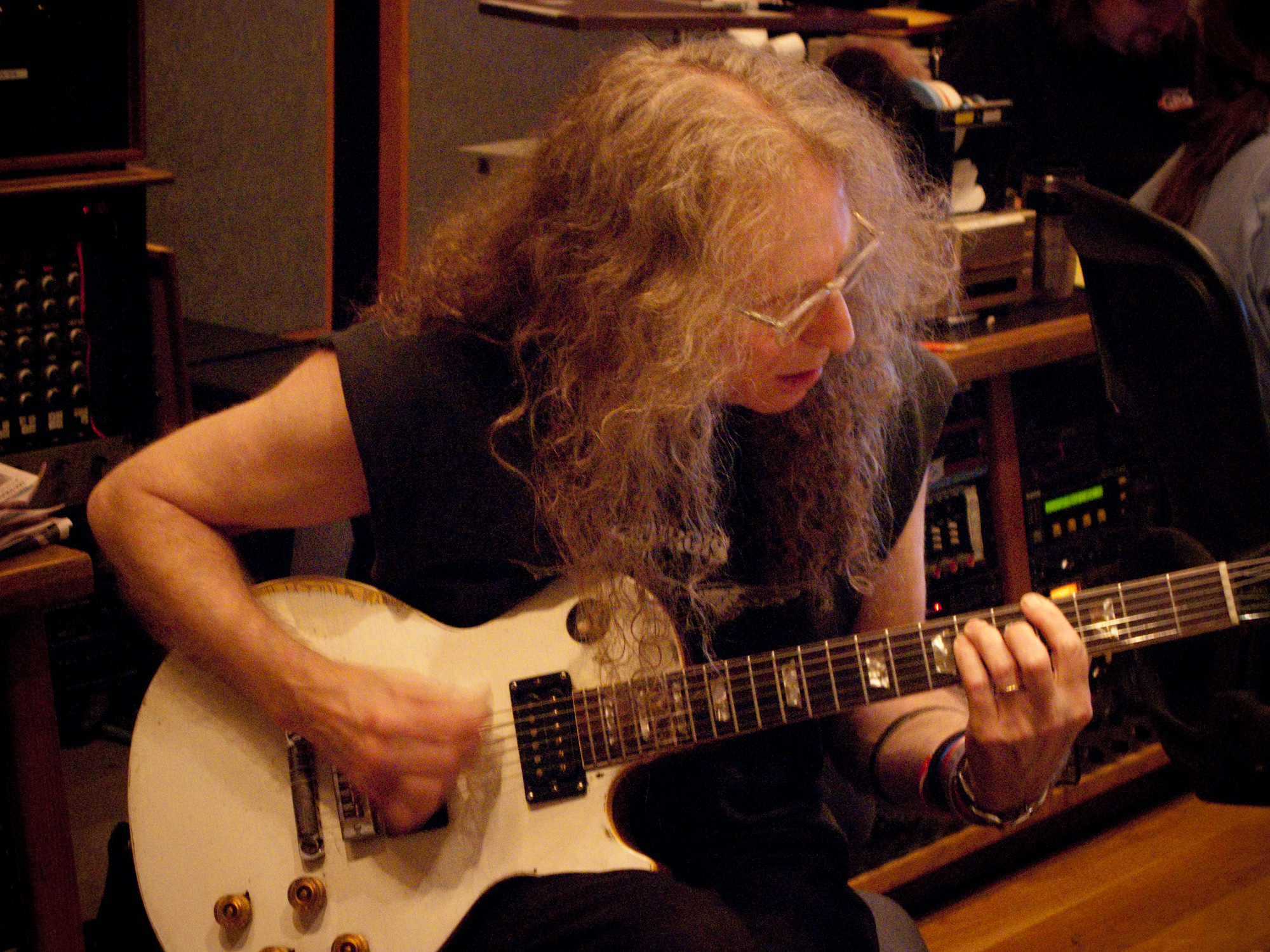
Waddy Wachtel con la chitarra
Courtesy Louise Palanker

Nel 1972, fu invitato a partecipare ad un cameo nel film del 1972 L'avventura del Poseidon con la sua band attuale, nel quale suonano sul palco nella sala da pranzo, quando la nave si rovescia. Watchel si vede nel finale del film durante questa sequenza. Wachtel ha composto dei pezzi per molti film durante la sua carriera, così come ha suonato svariati strumenti. Tra i tanti film si ricorda Joe Dirt, Cheech & Chong - Up in Smoke, Nice Guys Sleep Alone, Alabama Love Story, L'altra sporca ultima meta, Gli scaldapanchina, Cocco di nonna, The Last Request, Dickie Roberts: ex piccole star, Strange Wilderness, La coniglietta di casa, e Il superpoliziotto del supermercato. Ha anche composto e prodotto canzoni con Warren Zevon, Joe Walsh, Jackson Browne e altri artisti che appaiono in altri film. Ha anche partecipato al film del 1978 FM.

## Sessioni di lavoro
Nel 1972 fu assunto da Warren Zevon per suonare la chitarra nell'album Stories We Could Tell dei the Everly Brothers e partecipare al successivo tour.
Dal 1973 fu ingaggiato da vari artisti e produttori per suonare nei loro album, e si unì a Lindsey Buckingham e Stevie Nicks, per suonare nel loro primo album Buckingham Nicks, e girare con la band. Più tardi, quando Nicks e Buckingham si unirono ai Fleetwood Mac, suonò la chitarra ritmica in alcune tracce del loro album eponimo del 1975.
Nel 1980 scrisse, registrò e cantò come voce solista in un album prodotto da Peter Asher con i membri della band di Linda Ronstadt, tra i musicisti c'erano Don Grolnick, Dan Dugmore e Rick Marotta. Sia il gruppo che l'album si chiamavano Ronin.
Inoltre è apparso in centinaia di album nel corso degli anni ed è stato un pilastro della scena musicale di Los Angeles. Nel 2006 ha lavorato in Italia con Zucchero Fornaciari per il brano Un kilo, ma anche su brani musicali televisivi, in particolare ricordiamo Keroro, sigla dell'omonima serie animata andata in onda nello stesso anno su Italia 1, il brano interpretato da Giorgio Vanni con Sara Bernabini: in quest'ultimo brano, infatti, è lui che ha suonato l'intro di chitarra elettrica. Aveva già lavorato sempre sullo Stato italiano nel 2000, dove suonava la chitarra elettrica nel brano Il rock della K (scritto da Franco Fasano, Gianfranco Grottoli, Andrea Vaschetti, Francesco Cambareri), che è stato presentato allo Zecchino d'Oro 2000. 
Tra le sue produzioni troviamo gli album di Keith Richards, Jackson Browne, Bryan Ferry, The Church, Sand Rubies, George Thorogood e i Destroyers e Warren Zevon. Wachtel fu coautore di molte canzoni di Zevon tra cui "Werewolves of London", per la quale scrisse il verso di apertura (che fu votato dagli ascoltatori di BBC Radio come il migliore del 2004). Fu anche coautore del brano "Things to Do in Denver When You're Dead". Ha suonato e co-prodotto i primi due album di Zevon, considerati i suoi classici, e fu uno dei maggiori collaboratori per il sound di Warren Zevon. Nel nuovo libro sulla vita di Zevon, scritto da Crystal Zevon, dal titolo I'll Sleep When I'm Dead, ci sono molte citazioni che lo riguardano.
Zevon si complimentò con Wachtell in un'intervista radiofonica con Redbeard in the Studio, quando disse che presentare chiunque a Wachtel è stata una cosa meravigliosa, e che grazie a lui aveva incontrato un sacco di contatti musicali.

## Tour e live performance

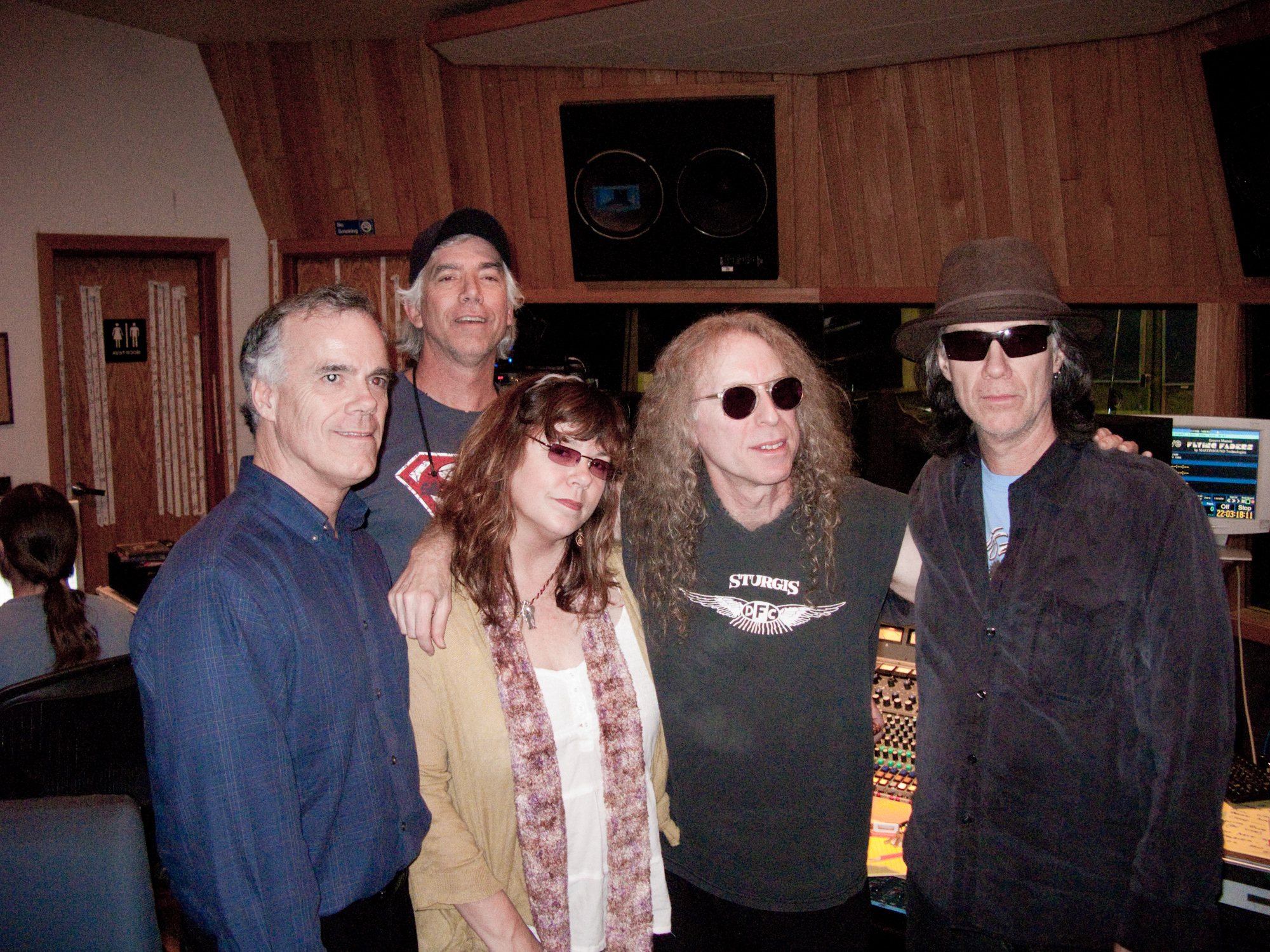
Wachtel con The Cowsills

Wachel ha partecipato ai tour di The Everly Brothers, Carole King, James Taylor, Linda Ronstadt, Adam Sandler, Stevie Nicks, e Keith Richards (con i X-Pensive Winos). Il soud particolare della sua chitarra, le armonie vocali, le tecniche di arrangiamento e l'abilità di aggiungere eccitanti assoli che sottolineano le performance dei concerti, lo rendono un musicista ricencato per i tour dal vivo.
In molti suoi tour ha ricoperto anche il ruolo di Direttore Musicale, usando il suo talento e il suo sensibile orecchio musicale per portare tutti i musicisti in accordo con la musica. Wachtel è stato in tour per molti anni con Stevie Nicks, come il suo direttore d'orchestra, direttore musicale, e prima chitarra. È anche apparso su ciascuno dei suoi album da solista e in diverse show televisivi.

## Fraintendimenti
Wachtel ha pubblicato i suoi primi album con il nome di "Bob Wachtel" (abbreviazione del suo nome di battesimo "Robert"). Alcune fonti di internet includono il nome di "Richard Wachtel" in alcuni album, ma quel nome non fu mai utilizzato. Non esiste un "Richard Wachtel" che abbia mai suonato in uno di quegli album.

### Problemi giuridici
Wachtel e sua moglie Annie furono arrestati nel 1998 con l'accusa di possesso di materiale pedopornografico, dopo che furono trovate delle immagini discutibili nel computer della loro camera da letto, dopo che lo avevano portato a riparare. Wachtel fu condannato a tre anni di libertà vigilata dopo essersi dichiarato non in grado di contestare le accuse.
In un'intervista nel fansire dei Fleetwood Mac nel 2000, Brett Tuggle, compagno di Wachtel durante il tour di Stevie Nicks, rispose così ad una domanda riguardo all'avvenimento "Tutto quello che so è che c'erano dei file nel suo computer che erano discutibili, quando lo ha portato a riparare e la maggior parte di ciò che è successo è stato completamente ingigantito dalla stampa e l'accusa è stata comunque respinta... ad ogni modo Stevie non lo vorrebbe nel suo gruppo, se pensasse che fosse colpevole di un qualsiasi reato".

## Attrezzatura
Wachtel preferisce le sue chitarre vintage: la Gibson Les Paul del 1958 e la Fender Stratocaster del 1956 per il sound. In un'intervista del 1980 disse che la chitarra più "nuova" che possedeva, dopo vent'anni nell'industria musicale era la Fender Stratocaster del 1964.

## Dal 2000 ad oggi
La Waddy Wachtel Band si esibisce il lunedì notte al The Joint, 8771 West Pico Boulevard a Los Angeles sin dal 2000. I suoi membri sono Waddy Wachtel, Phil Jones, Rick Rosas, e Jamie Savko, con ospiti fissi Bernard Fowler, Blondie Chaplin e Keith Allison. Gli ospiti speciali che hanno suonato con la band includono: Keith Richards, Joe Walsh, Robert Plant, Jackson Browne, Neil Young, Roger Daltrey, Billy Squier, Adam Sandler e altri. Inoltre lui, insieme a Mike Campbell, ha suonato la chitarra elettrica anche in sottofondo dello spot dell'Amaro Lucano.
Waddy è apparso alla presentazione dei Grammy della televisione del 2010, ospite dell'esibizione dal vivo di Taylor Swift. In duetto con Stevie Nicks nel brano Rhiannon, Waddy era la prima chitarra.

## Discografia parziale

### Solista
| Anno | Album               | Etichetta |
| ---- | ------------------- | --------- |
| 2019 | Unfinished Business |           |

### Con Karla Bonoff
| Anno | Album                   | Etichetta        |
| ---- | ----------------------- | ---------------- |
| 1977 | Karla Bonoff            | Columbia Records |
| 1979 | Restless Nights         | Columbia Records |
| 1982 | Wild Heart of the Young | Columbia Records |

### Con Stevie Nicks
| Anno | Album                                           | Etichetta       |
| ---- | ----------------------------------------------- | --------------- |
| 1981 | Bella Donna                                     | WEA             |
| 1983 | The Wild Heart                                  | WEA             |
| 1985 | Rock a Little                                   | EMI Records     |
| 1991 | Timespace - The Best of Stevie Nicks            | Modern          |
| 1998 | The Enchanted Works of Stevie Nicks             | Atlantic        |
| 2001 | Trouble in Shangri-La                           | Reprise Records |
| 2007 | Crystal Visions - The Very Best of Stevie Nicks | Reprise Records |
| 2009 | The Soundstage Sessions                         | Reprise Records |

### Con Keith Richards e the X-Pensive Winos
| Anno | Album                           | Etichetta                     |
| ---- | ------------------------------- | ----------------------------- |
| 1988 | Talk is Cheap                   | Virgin Records                |
| 1991 | Live at the Hollywood Palladium | Virgin Records(Dec. 15, 1988) |
| 1992 | Main Offender                   | Virgin Records                |

### Con Linda Ronstadt
| Anno | Album                | Etichetta       |
| ---- | -------------------- | --------------- |
| 1976 | Hasten Down the Wind | Asylum Records  |
| 1977 | Simple Dreams        | Asylum Records  |
| 1978 | Living in the U.S.A. | Asylum Records  |
| 1980 | Mad Love             | Asylum Records  |
| 1982 | Get Closer           | Asylum Records  |
| 1998 | We Ran               | Elektra Records |

### Con James Taylor
| Anno | Album              | Etichetta            |
| ---- | ------------------ | -------------------- |
| 1976 | In the Pocket      | Warner Bros. Records |
| 1979 | Flag               | CBS Records          |
| 1981 | Dad Loves His Work | CBS Records          |

### Con Warren Zevon
| Anno | Album                             | Etichetta      |
| ---- | --------------------------------- | -------------- |
| 1976 | Warren Zevon                      | Asylum Records |
| 1978 | Excitable Boy                     | Asylum Records |
| 1980 | Bad Luck Streak in Dancing School | Asylum Records |
| 1982 | The Envoy                         | Asylum Records |
| 1991 | Mr. Bad Example                   | Giant Records  |